# Đường hầm Jungnyeong
Đường hầm Jungnyeong (còn gọi là đường hầm Jukryeong hoặc đường hầm Jungryeong), là một trong những đường hầm dài nhất Hàn Quốc. Đường hầm này gồm Đường cao tốc Jungang, đường cao tốc chạy qua trung tâm Hàn Quốc. Nó nối Yeongju-si với Danyang-gun. Nó được mở cửa bởi Công ty đường cao tốc quốc gia.